# Hastinapur
Hastinapur là một thị xã và là một nagar panchayat của quận Meerut thuộc bang Uttar Pradesh, Ấn Độ.

## Địa lý
Hastinapur có vị trí 29°10′B 78°01′Đ / 29,17°B 78,02°Đ Nó có độ cao trung bình là 202 mét (662 feet).

## Nhân khẩu
Theo điều tra dân số năm 2001 của Ấn Độ, Hastinapur có dân số 21.248 người. Phái nam chiếm 53% tổng số dân và phái nữ chiếm 47%. Hastinapur có tỷ lệ 58% biết đọc biết viết, thấp hơn tỷ lệ trung bình toàn quốc là 59,5%: tỷ lệ cho phái nam là 67%, và tỷ lệ cho phái nữ là 47%. Tại Hastinapur, 15% dân số nhỏ hơn 6 tuổi.